# Goodyera tesselata
Goodyera tesselata là một loài thực vật có hoa trong họ Lan. Loài này được Lodd. mô tả khoa học đầu tiên năm 1824.